# Midori (Gunma)
Midori (みどり市 Midori-shi?) es una ciudad situada en la Prefectura de Gunma, Japón. A partir de febrero de 2015, la ciudad tenía una población estimada de 50 951 habitantes, y una densidad de población de 244 personas por km². Su área total es de 208.42 km².

## Geografía
Midori se encuentra al este de la Prefectura de Gunma y al norte de la Llanura de Kantō. La ciudad tiene la forma de un triángulo inverso, bordeado por la Prefectura de Tochigi, al norte, y por la ciudad de Kiryū al este y al oeste. El río Watarase atraviesa parte de la ciudad de Midori.

## Municipios limítrofes
- Prefectura De Gunma
  - Kiryū
  - Isesaki
  - Ōta
  - Numata
- Prefectura De Tochigi
  - Sano
  - Kanuma
  - Nikkō

## Historia
La moderna ciudad de Midori nació el 27 de marzo de 2006 a partir de la fusión de la ciudad de Ōmama (Distrito de Yamada), la ciudad de Kasakake (Distrito de Nitta), y el pueblo de Azuma (Distrito de Seta). Los tres distritos se disolvieron como resultado de esta fusión.

## Economía
Midori es conocida por su producción de tomates y berenjenas.

## Educación
- Elementary schools
  - Kasakake Elementary School
  - Kasakake Higashi Elementary School
  - Kasakake Kita Elementary School
  - Omama Higashi Elementary School
  - Omama Minami Elementary School
  - Omama Kita Elementary School
  - Fukuoka Chūō Elementary School
  - Fukuoka Nishi Elementary School
  - Kanbai Elementary School
  - Azuma Elementary School
- Middle schools
  - Kasakake Middle School
  - Kasakake Minami Middle School
  - Omama Middle School
  - Omama Higashi Middle School
  - Azuma Middle School
- High schools
  - Omama High School
- Universities
  - Kiryu University

## Transporte

### Ferrocarril
- JR East – Ryōmō Line
  - Iwajuku
- Watarase Keikoku Railway – Watarase Keikoku Line
  - Ōmama – Kamikambai – (Motojuku – Mizunuma) – Hanawa – Nakano – Konaka – Gōdo – Sōri
- Jōmō Electric Railway Company – Jōmō Line
  - Akagi
- Tobu Railway – Tōbu Kiryū Line
  - Azami – (Shin-Kiryū – Aioi) – Akagi

### Carretera
- Japan National Route 50
- Japan National Route 122
- Japan National Route 353

## Atracciones locales
- Iwajuku – sitio arqueológico
- Tomihiro Museo De Arte

## Observaciones
- Yui Ogura – la voz de la actriz, cantante